# Bitoma cavicollis
Bitoma cavicollis es una especie de coleóptero de la familia Zopheridae.

## Distribución geográfica
Habita en las islas Seychelles.